# ابوزید سیرافی
ابوزید حسن سیرافی جغرافی‌دان عربی نویس، که در حدود ۹۲۰ میلادی گزارش‌های سیاحان مسلمان را برای تکمیل داستان سلیمان تاجر گرد آورد.
او مخصوصاً به ابن وهب که در ۸۷۰ میلادی از دربار چین دیدار کرده بود، و به یک تاجر خراسانی اشاره می‌کند. احتمالاً نام این تألیف اخبارالصین و الهند بوده و مهم‌ترین اثر در نوع خودش تا زمان مارکوپولو است. این کتاب حاوی اطلاعاتی راجع به چین، هند، خراسان، کرانه‌های جنوبی عربستان، ساحل زنگبار است و تاراج خانفو (هانگچو) را در سال ۸۷۸ میلادی شرح می‌دهد.